# Marquise Moore
Marquise Moore (Queens, 22 december 1994) is een Amerikaans basketballer.

## Carrière
Moore speelde collegebasketbal van 2013 tot 2017 voor de George Mason Patriots. Hij werd niet gekozen in de NBA draft maar wel in de NBA G League Draft van dat jaar als achtste in de eerste ronde door de Iowa Wolves. Hij speelde twee seizoenen voor de Iowa Wolves. In de zomer van 2019 speelde hij in de NBA Summer League voor de Minnesota Timberwolves. Hij speelde ook in het seizoen 2019/20 nog voor de Iowa Wolves maar in november 2019 werd zijn contract ontbonden.
Voor het seizoen 2021/22 tekende hij bij de Duitse tweedeklasser Phoenix Hagen. In de zomer van 2022 tekende hij bij de Portugese eersteklasser Imortal DC. In 2023 tekende hij voor het Bosnische OKK Spars waar hij een seizoen speelde. In de zomer van 2024 tekende hij bij de Belgische eersteklasser Union Mons-Hainaut.

## Privéleven
Moores vader Vernon Moore speelde collegebasketbal voor de Creighton Bluejays.